# Au delà !
Au delà ! est une mélodie de la compositrice Augusta Holmès composée en 1902.

## Composition
Augusta Holmès compose cette mélodie en 1902 sur un poème écrit par elle-même. La dédicace est faite à M. Raymond Chanoine-Davranches. L'image de couverture est signée Barabandy. La tonalité originale est en mi mineur, mais il existe aussi une tonalité pour voix de mezzo-soprano ou de baryton en fa mineur. Elle a été éditée aux éditions Enoch.

## Poème
Je sais que l'on t'a dit que l'amour est un crime !

Je sais que l'on t'a dit : « Le désir est hideux ! »

Je sais que l'on t'a dit : « Vous courez à l'abîme,

Et les flammes d'enfer vous brûleront tous deux !

La beauté n'est qu'un mot, la nature est un leurre,

L'homme n'est qu'un haillon déchiré par l'Autan,

Le baiser est maudit, et la Femme est Satan !

Repentez vous, c'est l'heure ! »

Eh bien nous irons,

Nous qui nous aimons,

D'une ardeur infinie,

Par l'au-delà mystérieux

Vers les cieux

Où toute âme amoureuse est bénie

Vers Celui qui créa le Jour

Et pardonne à toute folie,

Pourvue que jamais on n'oublie

Pour les plaisirs mortels l'impérissable Amour !